# Пилканте (Тренто)
Пилканте је насеље у Италији у округу Тренто, региону Трентино-Јужни Тирол.
Према процени из 2011. у насељу је живело 616 становника. Насеље се налази на надморској висини од 171 м.